# Alternaria zinniae
Alternaria zinniae är en svampart som beskrevs av M.B. Ellis 1972. Alternaria zinniae ingår i släktet Alternaria och familjen Pleosporaceae.   Inga underarter finns listade i Catalogue of Life.